# Armando Nogueira
Armando Nogueira (Xapuri, 14 de janeiro de 1927 — Rio de Janeiro, 29 de março de 2010) foi um jornalista e cronista esportivo do Brasil.
Pioneiro do telejornalismo, foi responsável pela implantação do jornalismo na TV Globo, com destaque para a criação do Jornal Nacional, primeiro jornal com transmissão em rede e ao vivo da história da televisão brasileira.

## Biografia
Filho do oficial de justiça Rodovaldo Justiniano Nogueira e da dona de casa Maria Soares Nogueira, ambos cearenses que emigraram para o Acre, nasceu em Xapuri, mesma cidade natal de Chico Mendes, Jarbas Passarinho e o cardiologista Adib Jatene.
Armando mudou-se para o Rio de Janeiro aos dezessete anos de idade. Formou-se na Faculdade de Direito em 1953 e conseguiu um emprego de ensacador, mas desde então pensava em ser jornalista.
Em 1950, foi trabalhar na seção de esportes no Diário Carioca. Esse jornal reunia, na época, os mais expressivos jornalistas do Rio de Janeiro como Prudente de Moraes Neto, Carlos Castello Branco, Otto Lara Resende, Rubem Braga, Fernando Sabino, Paulo Mendes Campos e Pompeu de Sousa, e foi uma verdadeira escola de jornalismo para Armando, que lá permaneceu por treze anos.[carece de fontes?]
Foi testemunha ocular do atentado contra o jornalista Carlos Lacerda, na Rua Toneleros, em Copacabana. Ao escrever sobre o episódio, fez história no jornalismo brasileiro: pela primeira vez numa reportagem um fato era narrado em primeira pessoa.
Além do Diário Carioca, passou a colaborar também com o Diário da Noite. Depois de uma passagem pela revista Manchete, em 1957, foi para a revista O Cruzeiro, dos Diários Associados, de propriedade de Assis Chateaubriand e, em 1959, para o Jornal do Brasil, no qual foi redator e colunista. Lá, de 1961 a 1973, assinou a coluna diária "Na Grande Área".
Armando foi pioneiro na televisão brasileira, ao trabalhar, a partir de 1959, na primeira produtora independente do país, dirigida por Fernando Barbosa Lima, onde escrevia textos para os locutores Cid Moreira e Heron Domingues lerem na antiga TV Rio. Convidado por Walter Clark, foi para a Rede Globo em 1966 onde implantou, com Alice Maria, o telejornalismo da emissora. Graças ao trabalho de Armando e Alice Maria, o telejornalismo, que antes era visto como uma coisa menor, passou a atrair o interesse dos profissionais e do grande público.[carece de fontes?]
Nos 25 anos que passou na Globo foi responsável ainda pela implantação do jornalismo em rede nacional e pela criação dos noticiosos Jornal Nacional e Globo Repórter. Mas sua paixão sempre foi o esporte, em especial o futebol. A partir de 1954, esteve presente na cobertura todas as Copas do Mundo e, desde 1980, de todos os Jogos Olímpicos.
Mesmo com todos esses serviços prestados, envolveu-se numa polêmica em 1989, dentro da própria Globo. No segundo turno das eleições presidenciais daquele ano, a emissora promoveu um debate entre os candidatos Fernando Collor de Melo e Luiz Inácio Lula da Silva. No compacto do evento, exibido no dia seguinte de sua transmissão no Jornal Nacional, houve uma edição tendenciosa a favor do candidato Collor, que desde o início foi apoiado - direta ou indiretamente - pelas empresas de Roberto Marinho. Na qualidade de diretor de jornalismo, Armando foi pessoalmente a Roberto Marinho e fez duras críticas à sua postura e a dos funcionários que realizaram aquela edição, dizendo que não compactuava com aquilo. Por causa disso, acabou aposentado pela alta cúpula e desligou-se da emissora definitivamente no ano seguinte. Passou, então, a se dedicar integralmente ao jornalismo esportivo. De acordo com Paulo Henrique Amorim, então editor de economia da emissora, a "Globo demitiu Armando Nogueira para agradar Collor". Por este motivo, foi entrevistado pela equipe do documentário britânico Beyond Citizen Kane.
No início de 1990, Nogueira deixou a Rede Globo para se dedicar ao jornalismo esportivo. Foi comentarista do programa Cartão Verde, da TV Cultura, entre 1992 e 1993; e da TV Bandeirantes, de 1994 a 1999. No SporTV, canal da Globosat, participou em programas de 1995 a 2007. Mantinha uma coluna reproduzida em 62 jornais brasileiros, um programa no canal por assinatura SporTV, um programa de rádio e um sítio na Internet. Era também proprietário da Xapuri Produções, que faz vídeos institucionais para empresas, para as quais também profere palestras motivacionais. Teve também passagens pelo rádio, fazendo comentários diários na Rádio Bandeirantes (durante o Primeira Hora e o Jornal em Três Tempos) e na Rádio CBN (durante o CBN Brasil).[carece de fontes?]
Foi praticante de voos em ultraleves, tendo sido fundador do clube carioca da modalidade. No futebol, foi torcedor apaixonado do Botafogo.[carece de fontes?]

## Morte
Em consequência de um câncer no cérebro diagnosticado em 2007, Armando Nogueira, então com 83 anos, faleceu no dia 29 de março de 2010 às 7 horas em sua casa no Rio de Janeiro. Em virtude de sua morte, a CBF, entidade máxima do futebol brasileiro, decretou luto de três dias, a partir do dia 29 de março de 2010. Todos os jogos do futebol brasileiro ocorridos nesses dias, respeitaram um minuto de silêncio antes de seu início, em homenagem a Armando Nogueira.

## Livros
Escreveu dez livros, todos sobre esportes:
- Drama e Glória dos Bicampeões - em parceria com Araújo Neto (1962)
- Na Grande Área (1966)
- Bola na Rede (1973)
- O Homem e a Bola (1986)
- Bola de Cristal (1987)
- O Voo das Gazelas (1991)
- A Copa que Ninguém Viu e a que Não Queremos Lembrar - em parceria com Jô Soares e Roberto Muylaert (1994, Companhia das Letras)[7]
- O Canto dos Meus Amores (1998)
- A Chama que não se Apaga (2000)
- A Ginga e o Jogo (2003)